# Medaglia dei benemeriti della sanità pubblica
La medaglia dei benemeriti della sanità pubblica fu istituita il 2 novembre 1836 da Maria Luigia in occasione dell'epidemia di colera che in quell'anno colpì il nord Italia per raggiungere Parma nel mese di giugno. La medaglia era indirizzata a coloro che riuscirono, attraverso provvedimenti e consigli, a contrastare l'epidemia.
La medaglia fu coniata in oro, argento e bronzo e aveva da un lato l'effige di Maria Luigia e dall'altro l'iscrizione "Ai benemeriti della Sanità Pubblica nel 1836".
Il 12 novembre 1855, Luisa Maria creò una medesima decorazione. Questa nuova decorazione poteva essere conferita anche in occasione di qualsiasi altra calamità pubblica per atti di carità e coraggio.

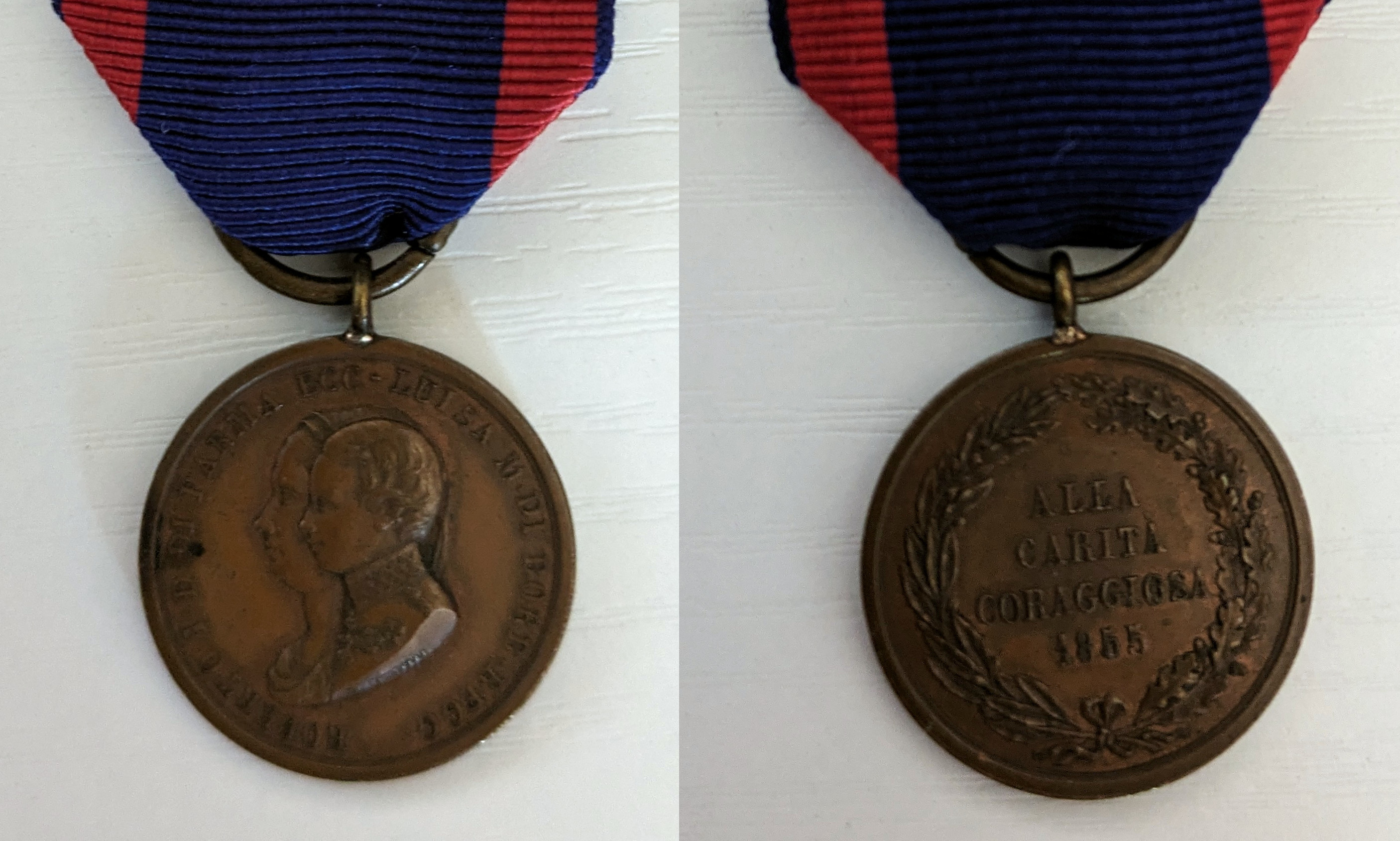
Medaglia della Carità Coraggiosa -- 1855

La medaglia fu divisa in tre classi: oro, argento e bronzo e porta da un lato l'effige di Luisa Maria di Borbone e di suo figlio Roberto e dall'altro l'iscrizione "Alla carità coraggiosa 1855" su quattro righe. L'Almanacco di Corte del 1859 riporta anche il numero dei conferimenti aggiornati a quell'anno e probabilmente definitivi: 6 in oro, 66 in argento e 96 in bronzo. 